# Maletí mèdic

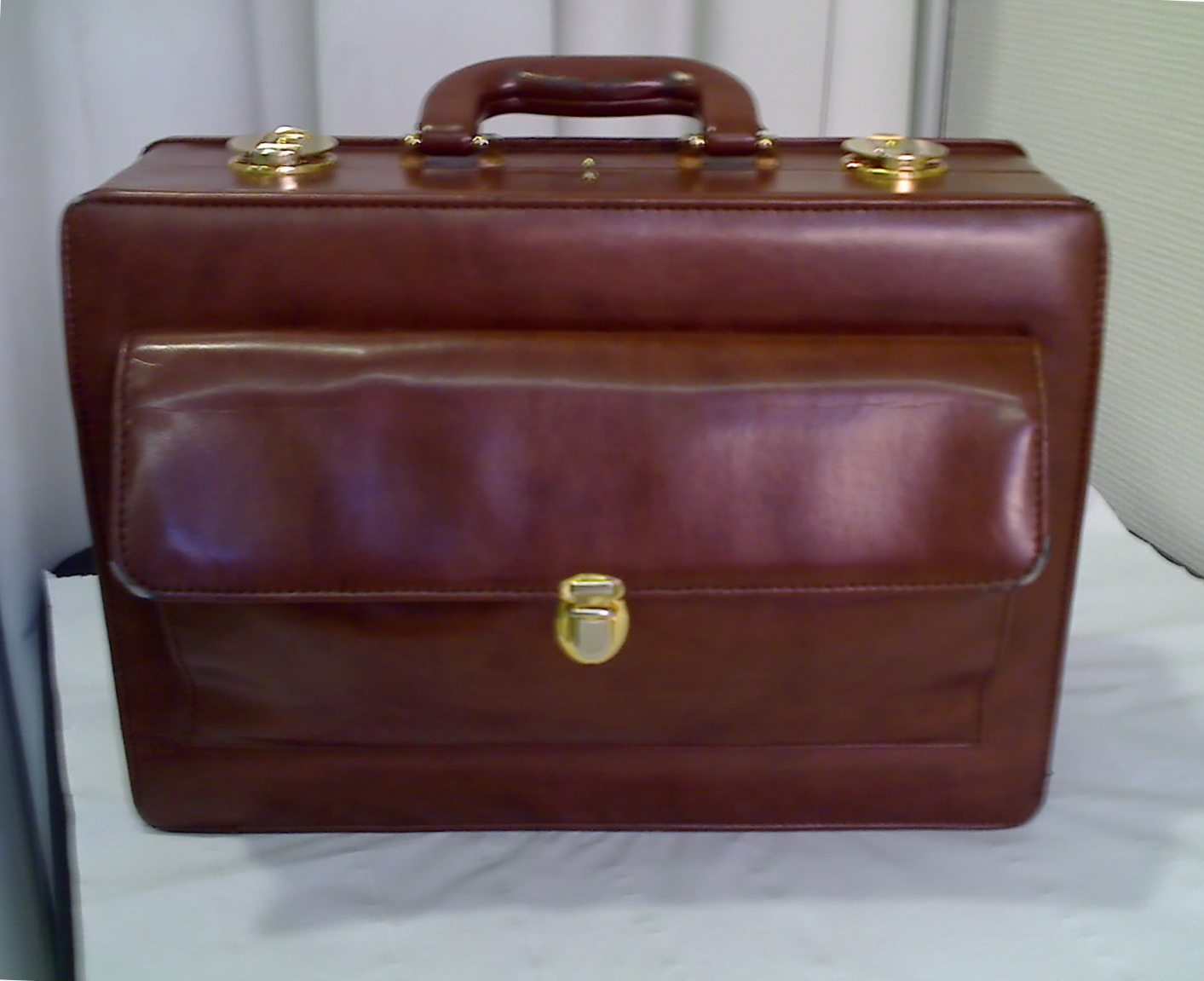
Maletí del metge de capçalera.

Un maletí mèdic és un maletí petit utilitzat pels metges de capçalera a transportar medicaments i productes sanitaris, és un maletí de material resistent, cuir generalment, amb una nansa. El maletí identifica a la imatge popular i literària el metge que fa avisos a domicili, el metge de capçalera.
L'atenció fora de la consulta exigeix un mínim de recursos a transportar "per si de cas" (les situacions urgents inesperades en domicili). Habitualment el metge el porta en un maletí d'ús personal.
El maletí pot ser específic per atendre emergències, tal com existeix en molts centres d'atenció continuada, o d'urgències d'atenció primària. El maletí personal del metge de capçalera, amb el qual va als domicilis, bé en avisos a demanda (incloent urgències), bé per a l'atenció a pacients crònics. El maletí conté una barreja d'instruments mèdics per a l'atenció de rutina (fonendoscopi i guants d'un sol ús, per exemple) i material i medicaments per emergències (tub de Guedel i adrenalina, per exemple).

## Contingut d'un maletí mèdic
El contingut del maletí o de la bossa del metge de capçalera, ha merescut atenció normativa general (el que hauria de portar, per diagnòstic i tractament) i empírica a partir de qüestionari o observació directa (el que porta, el que s'utilitza i altres aspectes).
S'ha de controlar la caducitat dels medicaments i material estèril.
- Material administratiu 
  - Segell i tampó
  - Receptes.
  - Impresos per a peticions d'analítica, trasllat en ambulància, etc
  - Llibre de consulta, tipus Medimecum

- Material per diagnosticar :
  - Col·liri anestèsic
  - Depressors linguals
  - Diapasó
  - Esfigmomanòmetre
  - Filament per mesurar la sensibilitat
  - Fonendoscopi adult i pediàtric
  - Fluoresceïna
  - Imant petit, per a cossos estranys metàl·lics
  - Laringoscopi indirecte
  - Martell d'exploració de reflexos
  - Mesurador de glucèmia capil·lar i tires reactives
  - Oftalmoscopi
  - Otoscopi
  - Termòmetre

- Material per explorar 
  - Mirall i encenedor
  - Guants de la talla adequada
  - Màscara
  - Pinces estèrils
  - Tisores estèrils
  - Vaselina pura

- Material per a tractaments urgents 
  - Agulles hipodèrmiques de diverses mides
  - Bisturí de diversos tipus
  - Clorhexidina o povidona iodada
  - Compressor elàstic
  - Gases estèrils
  - Gases vaselines i sulfadiacina
  - Xeringues de diverses mides
  - Sèrum salí
  - Sutures de diversos tipus
  - Cànula orofaríngia, anomenada també  tub de maig  o  cànula de Guedel  de diverses mides
  - Benes

- Medicaments
  - Àcid acetilsalicílic o AAS
  - Adenosina
  - Adrenalina
  - Aigua estèril
  - Amiodarona
  - Atropina
  - Benzilpenicil·lina
  - Biperideno
  - Bromur butilescopolamina
  - Captopril
  - Clorpromazina
  - Diacepam
  - Diclofenac
  - Digoxina
  - Fenitoïna
  - Fitomenadiona
  - Flumazenil
  - Furosemida
  - Glucagó
  - Haloperidol
  - Hidrocortisona
  - Mepivacaïna
  - Metamizole
  - Metilprednisolona
  - Metoclopramida
  - Midazolam
  - Morfina
  - Naloxona
  - Nitroglicerina sublingual
  - Pomada oculosepitelizante
  - Salbutamol
  - Sulfadiacina argèntica 1% en crema
  - Sulfat de terbutalina INH
  - Sulpirida
  - Tiamina
  - Verapamil